# Adam Radzimski
Adam Radzimski – polski naukowiec, doktor habilitowany, geograf
W 2009 roku obronił pracę doktorską na Wydziale Nauk Geograficznych i Geologicznych UAM pod tytułem "Społeczno-ekonomiczne aspekty budownictwa mieszkaniowego w Poznaniu" pisaną pod opieką prof. Waldemara Ratajczaka.
W 2019 roku otrzymał stopień doktora habilitowanego w dyscyplinie geografia społeczno-ekonomiczna i gospodarka przestrzenna na Wydziale Nauk Geograficznych i Geologicznych UAM na podstawie pracy "Rola polityk przestrzennych w kontekście współczesnych wyzwań rozwoju miast: doświadczenia Niemiec".
Prodziekan ds. nauki w kadencji 2020-2024 na Wydziale Geografii Społeczno-Ekonomicznej i Gospodarki Przestrzennej UAM